# 아라파

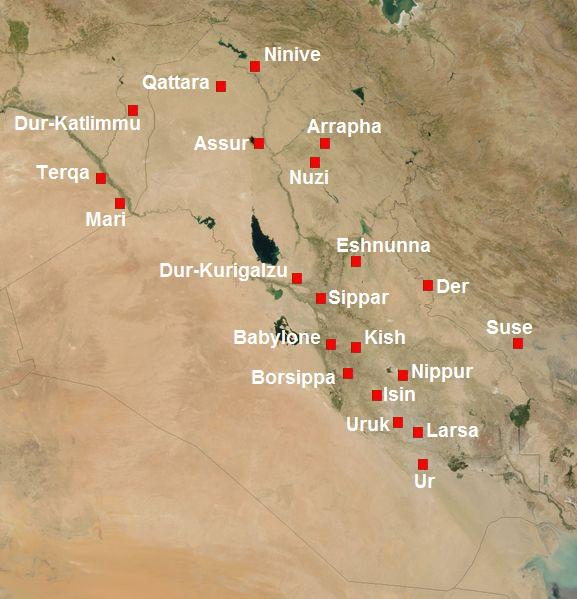
기원전 두 번째 천년의 메소포타미아

아라파는 고대 아시리아의 도시였다. 그곳은 오늘날의 이라크의 키르쿡으로 도시는 기원전 2000년에 창건되었다. 이름은 아시리아어 아라브카에서 유래하여 아라파로 변하였다.
1948년 아라파는 키르쿡의 주거지역의 이름이 되었는데 그곳은 노스 석유회사에 의해 노동자의 정착을 위해 건설되었다. 이 지역은 현재 대부분 아시리아인이 거주한다.